# Улица Смолина (Улан-Удэ)
У́лица Смо́лина — улица исторической части города Улан-Удэ. Большая Набережная улица старого Верхнеу́динска.

## География улицы
Длина — 2180 метров. Идёт с юга на север параллельно реке Селенге от Набережной улицы и постепенно поднимается к нагорной части городского центра до улицы Борсоева. Нумерация домов от Набережной. Является самой протяжённой в историческом центре города.
Пересекает следующие улицы : Набережная, Банзарова, Свердлова, Куйбышева, Кирова, Каландаришвили, Советская, Профсоюзная, Ербанова, Сухэ-Батора, Бау Ямпилова, Модогоева, Борсоева. Идёт параллельно улицам Шмидта и Ленина.

## История улицы
В 1882 году на Большой Набережной открылась синагога (в настоящее время улица Свердлова, 8).
В начале XX века в городе активно развивается гостиничное дело. В 1908 году в доме Евсея Марковича Фишера Лазарь Моисеевич Гительман открыл меблированные комнаты для приезжающих с пятью номерами.
В 1909 году на углу Большой Набережной и Проезжей (современная им. Н. А. Каландаришвили) открылся цирк Ивана Бондаренко. 29 декабря 1909 года цирк перешел к верхнеудинскому купцу Нафтолию Леонтьевичу Капельману, который в 1913 году переустроил его под общественный театр.
После Февральской революции 6 марта 1917 года в городе был создан Верхнеудинский Совет рабочих и солдатских депутатов, располагавшийся в доме № 26. Советская власть в городе была установлена в феврале 1918 года.
В мае 1924 года улица была названа именем А. П. Смолина — одного из организаторов партизанского движения в Забайкалье.
4 февраля 1934 года в здании синагоги открылся аэроклуб, где учились будущие Герои Советского Союза П. Т. Харитонов и В. П. Михалёв. В настоящее время здесь находится корпус строительного факультета ВСГТУ.
В 1938 году по улицам Смолина и Свердлова до улицы Ленина началось строительство водопровода.
В мае 1941 года проезжая часть улицы была замощена камнем.

## Памятники архитектуры
На улице находятся памятники архитектуры:
- Усадьба В. И. Залевского. Ул. Смолина, 5
- Усадьба А. Г. Перова. Ул. Смолина, 12
- Усадьба купца Белова. Ул. Смолина, 13
- Усадьба коллежского советника А. И. Первушина. Ул. Смолина, 16
- Усадьба мещанина М. Д. Фишева. Ул. Смолина, 28
- Усадьба крестьянина Е. М. Фишера. Ул. Смолина, 31
- Усадьба иркутского мещанина С. С. Эйрагульского. Ул. Смолина, 34, 34а
- Усадьба крестьянина Г. И. Фиделя. Ул. Смолина, 35. Дом построен в начале XX века. Традиционный для начала века бревенчатый дом с тремя окнами на фасаде. Четырёхскатная шатровая крыша. Окна украшены наличниками с богатой пилёной резьбой. Л. К. Минерт называет эти наличники лучшим примером народного декоративного искусства[6].
- Усадьба мещанина К. К. Лобыцина с торговой лавкой и флигелем Ул. Смолина, 37
- Усадьба И. Пшеничникова. Ул. Смолина, 39.

## Памятники истории
- Дом, в котором размещались Прибайкальский комитет большевиков и Исполком Советов Прибайкалья. Ул. Смолина, 26 (Каландаришвили ул., 34)
- Дом, в котором работал Верхнеудинский комитет  РСДРП И Совет рабочих, солдатских и крестьянских депутатов. Ул. Смолина, 34 (угол ул. Смолина и ул. Советской).